# Nikolaj Sjvernik
Nikolaj Michailovitj Sjvernik (ry. Николай Михайлович Шверник), född 7 maj (enl. g.s; 19 maj enl. n.s.) 1888, död 24 december 1970, var en rysk sovjetisk politiker som under perioden 1946–1953 var "ordförande för högsta sovjets presidium i Sovjetunionen" vilket innebar att han var titulär statschef i Sovjetunionen.

## Biografi
Sjvernik var medlem sedan 1905 i det "Ryska Socialdemokratiska Arbetarpartiet" och folkkommissarie i Ryska SFSR sedan 1924. 1925 blev han även medlem i Centralkommittén och 1927 blev han deporterad till Ural för att leda en lokal partiorganisation. Genom att ge sitt helhjärtade stöd till Josef Stalins industrialiseringsplaner återkom han dock snart till Moskva år 1929.
När Michail Kalinin dog efterträdde Sjvernik denne som Sovjetunionens formelle statschef. Han var även medlem av politbyrån 1952–1953 men fick lämna denna när Stalin dog och fick även lämna posten som statschef. År 1957 blev han åter medlem i presidiet och fick behålla denna plats tills han gick i pension 1966.
1. 1 2 3  ”Шверник Николай Михайлович”, Большая советская энциклопедия : [в 30 т.], tredje utgåvan, Stora ryska encyklopedin, 1969, läst: 28 september 2015.[källa från Wikidata]
2. ↑  Ведомости Верховного Совета СССР, 10, Sovjetunionens högsta sovjet, 1946 .[källa från Wikidata]
3. ↑  Ведомости Верховного Совета СССР, 3, Sovjetunionens högsta sovjet, 1953 .[källa från Wikidata]